# Drahotický rybník
Drahotický rybník  o výměře vodní plochy 1,33 ha se nachází na jižním okraji vesnice Libáň v okrese Chrudim. Hráz Drahotického rybníka je přístupná po modré turistické značce vedoucí z Libáně do městečka Nasavrky. Rybník má přibližně čtvercový tvar.
Drahotický rybník je historické vodní dílo, které bylo vybudováno jako součást soustavy Libáňských rybníků sestávající z následujících rybníků: Pařezný rybník, Zaháj, Hluboký rybník, Jezírko, Nový rybník, Loučenský rybník.
Rybník je v současnosti využíván pro chov ryb. V okolí rybníka rostou vlhkomilné druhy rostlin a žije bohaté společenstvo obojživelníků a ptáků. Na hrázi Pařezného rybníka roste památná dubová alej sestávající v současnosti ze 16 stromů.

## Galerie

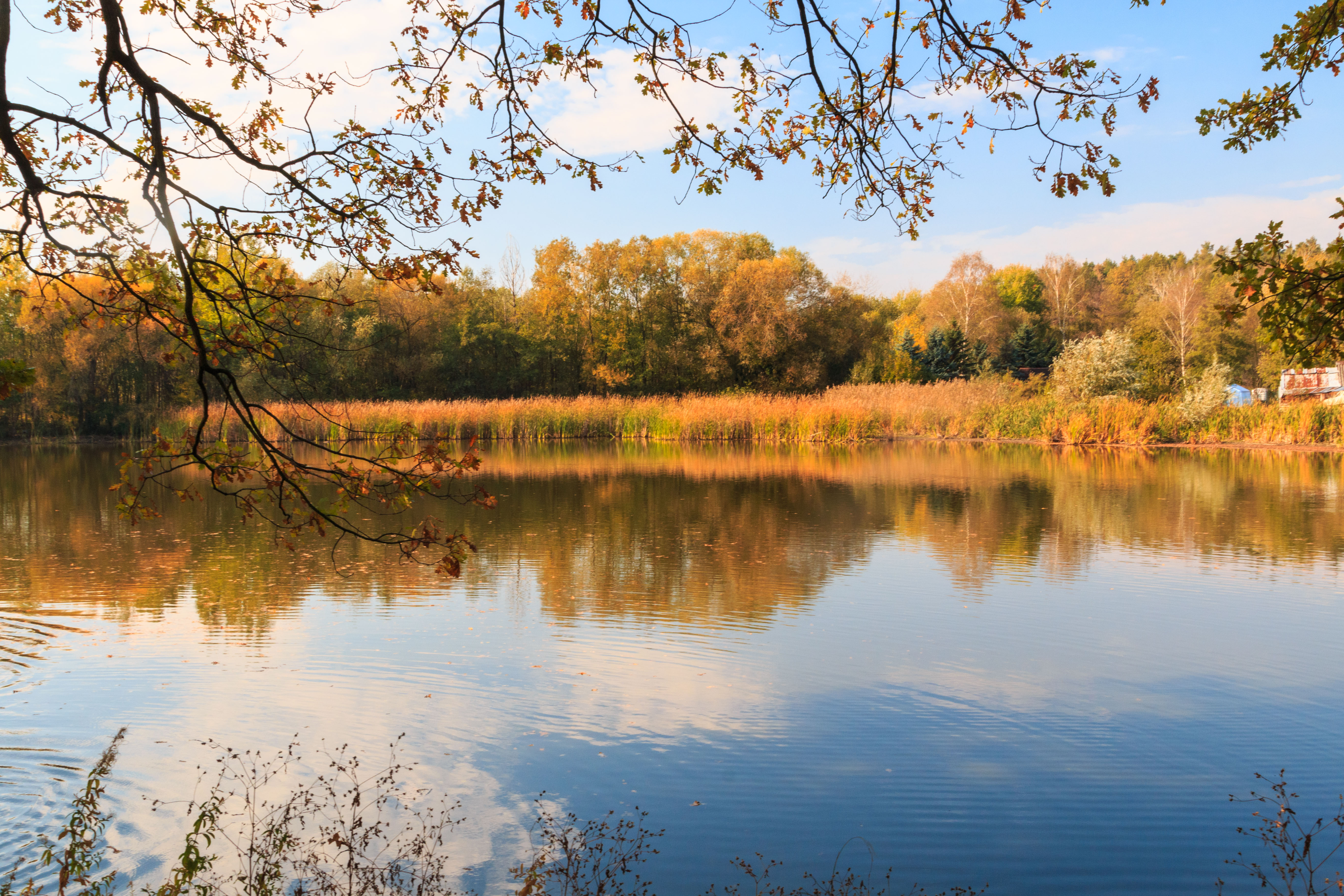
pohled na Drahotický rybník
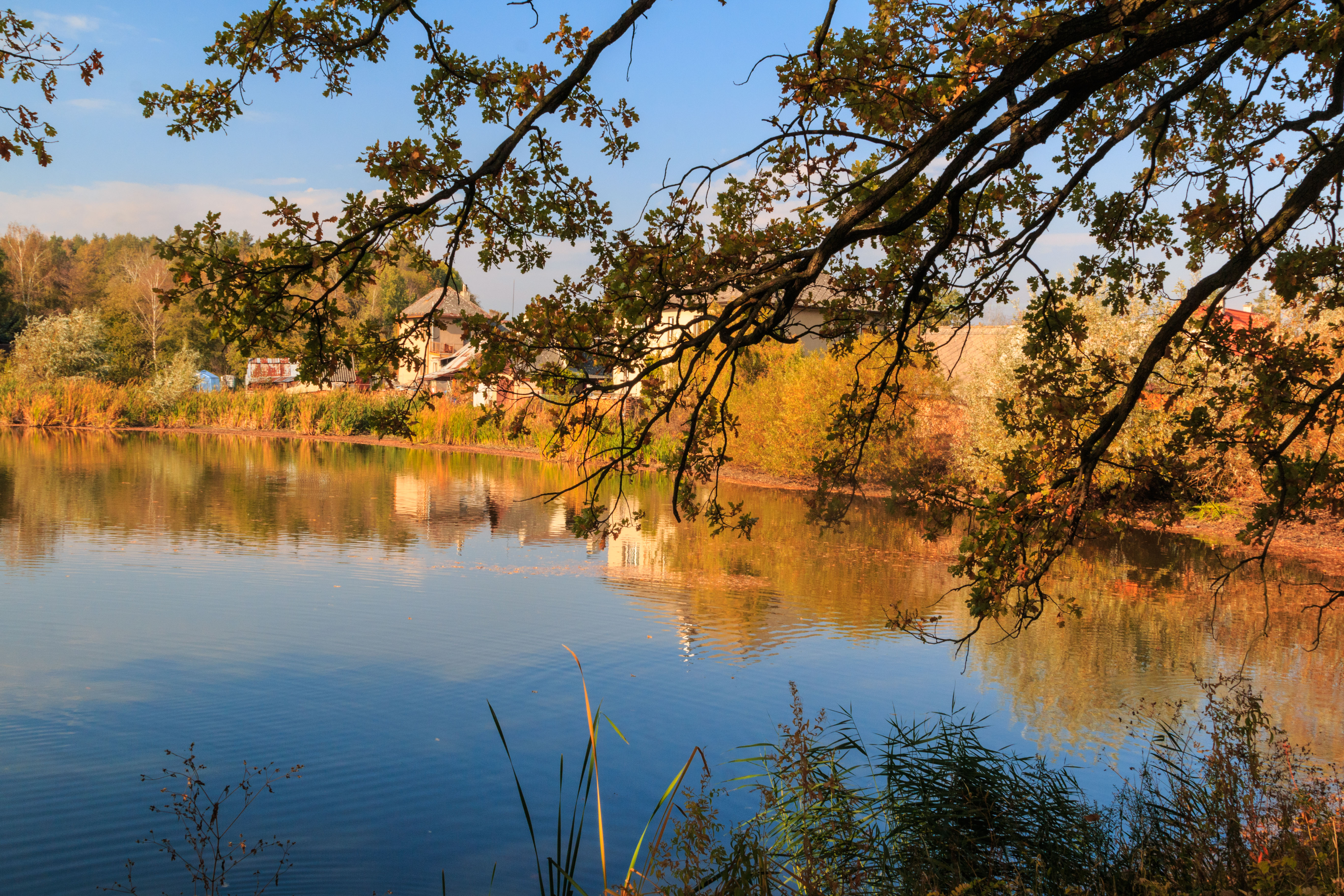
pohled na Drahotický rybník
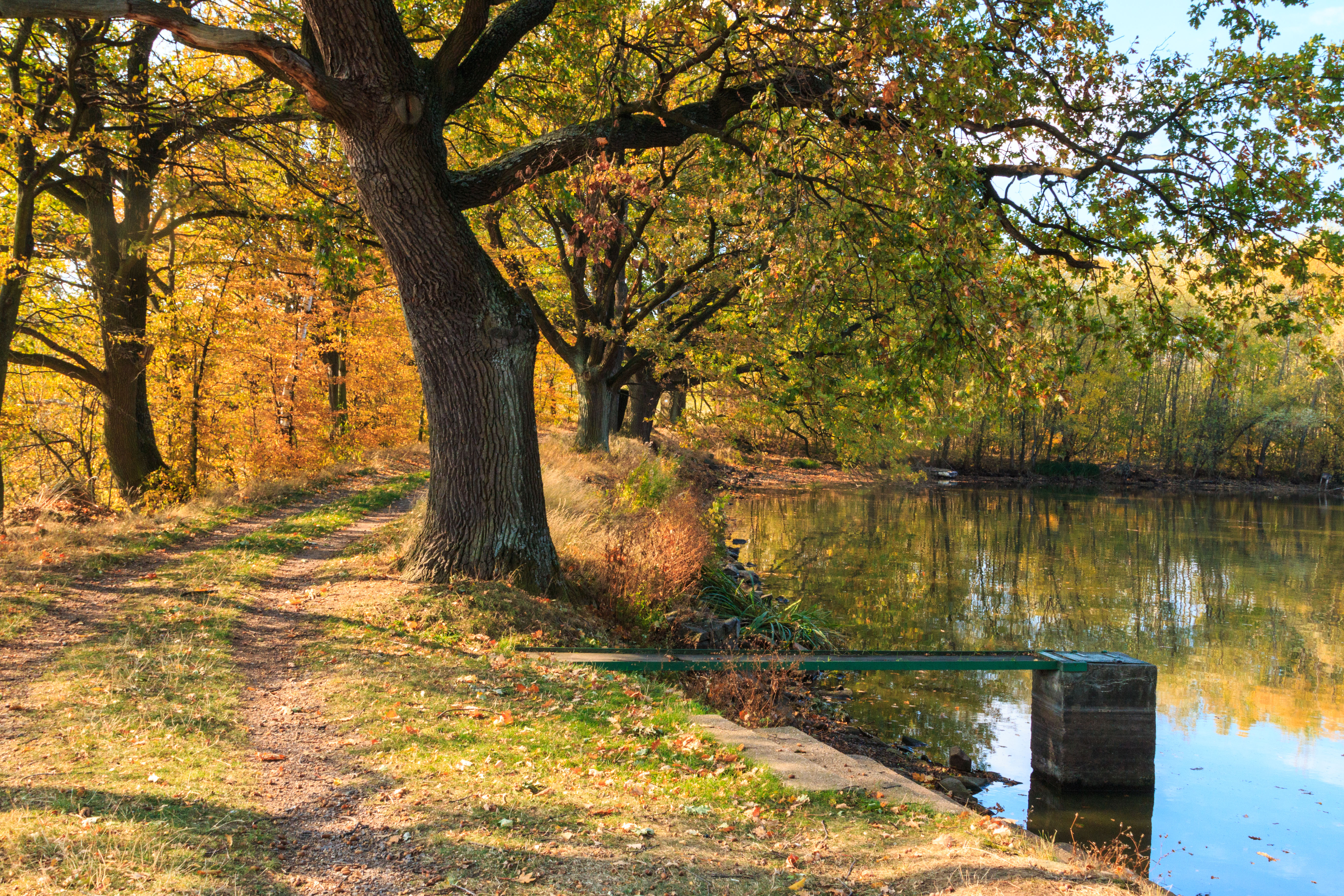
pohled na Drahotický rybník
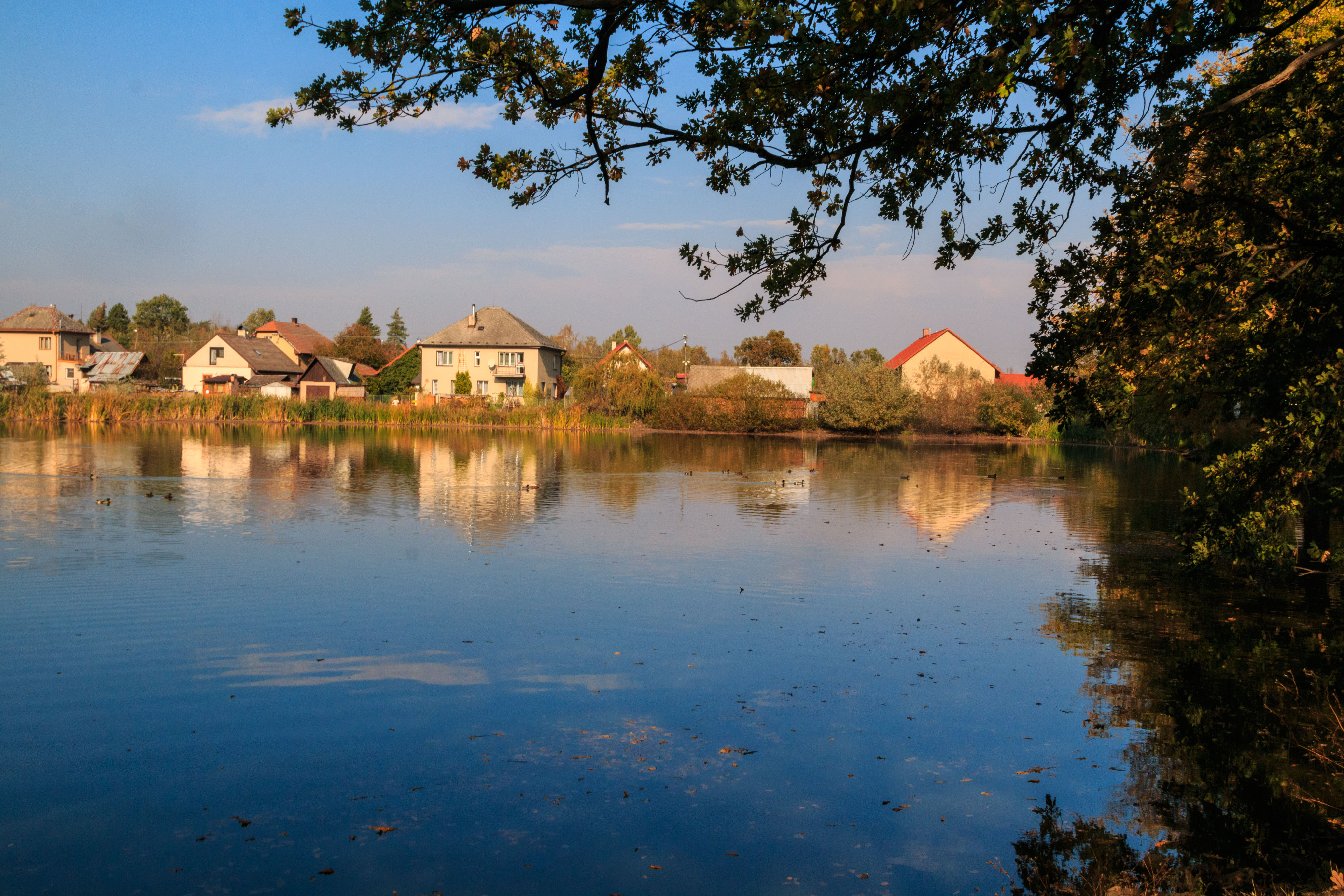
pohled na Drahotický rybník
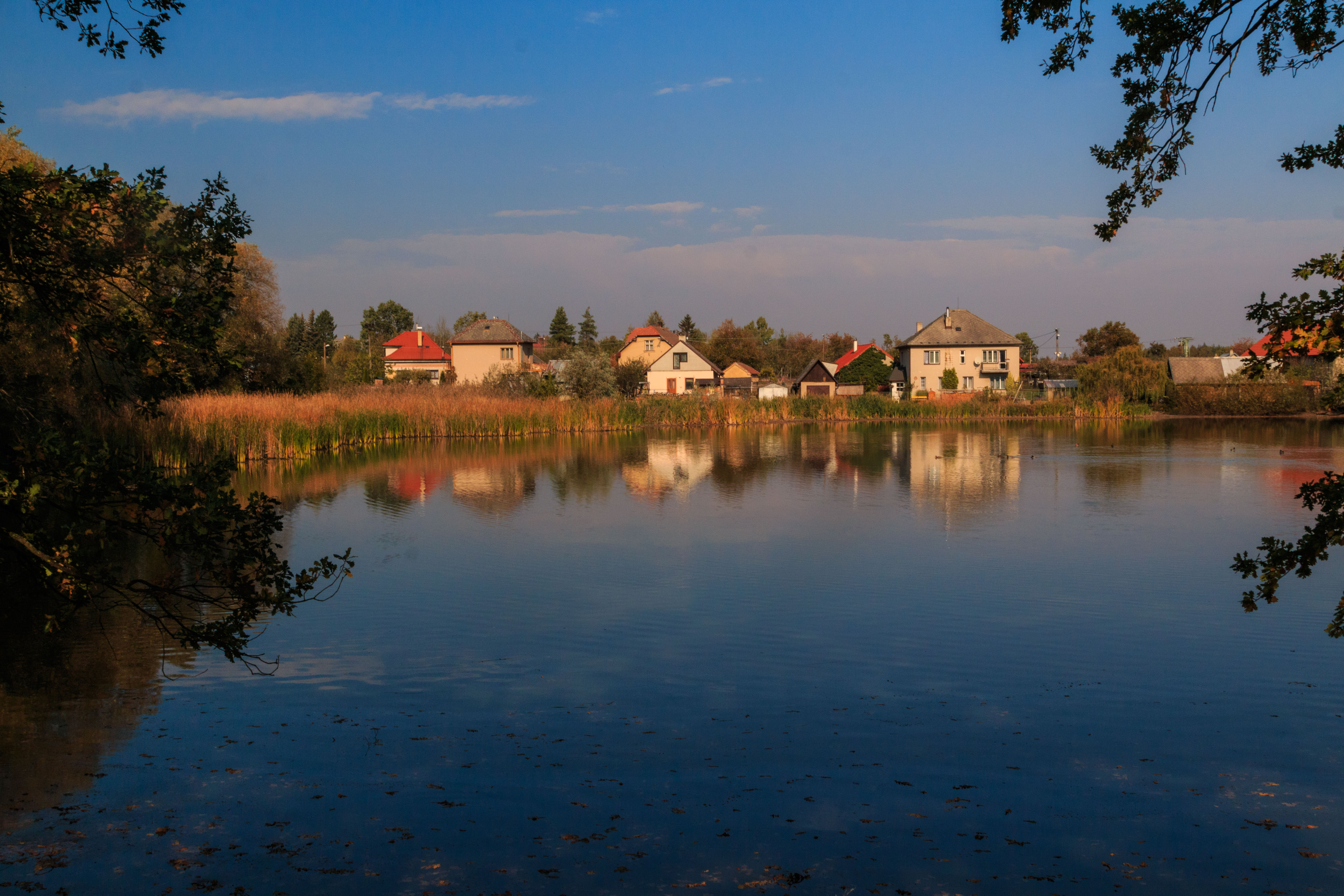
pohled na Drahotický rybník